# Krystyna Kujawińska Courtney
Krystyna Kujawińska Courtney – polska anglistka, literaturoznawczyni, szekspirolog, profesor nauk humanistycznych, pro-dziekan do spraw nauki i współpracy międzynarodowej (2007–2015) oraz kierownik Katedry Studiów Brytyjskich i Krajów Wspólnoty Brytyjskiej (1994-2022) na Wydziale Studiów Międzynarodowych i Politologii, Uniwersytetu Łódzkiego, gdzie w latach 2000–2016 była członkiem uczelnianego Senatu. Ukończyła interdyscyplinarne studia podyplomowe „Neolatinum” na tymże uniwersytecie. Posiada stopień profesora nauk humanistycznych nadany przez Prezydenta Polski.
W obszarze jej głównych zainteresowań badawczych są badania nad postacią i twórczością Williama Szekspira, w tym szczególnie jego recepcja w Polsce. Opublikowała także szereg prac z zakresu teorii literatury oraz feministycznej (gender) krytyki literackiej, jak również zagadnień związanych z problematyką brytyjską i krajów Wspólnoty Brytyjskiej. Jest autorką około 10 książek oraz ponad 100 artykułów i esejów, drukowanych w Polsce i za granicą (m.in.: w USA, Wielkiej Brytanii, Hiszpanii, Austrii, Niemczech, Indiach, Japonii, Rosji i Ukrainie). Jej prace były tłumaczone na język niemiecki, grecki i ukraiński.
Jest inicjatorką i członkiem komitetu merytorycznego serii tłumaczeń monografii w ramach A Very Short Introduction (wydawanej przez Oxford University Press), którą obecnie publikuje Wydawnictwo Uniwersytetu Łódzkiego.https://press.uni.lodz.pl/index.php/wul/catalog/series/kw W 2012 r. z jej inicjatywy powstało międzywydziałowe Międzynarodowe Centrum Studiów Szekspirowskich, które funkcjonowało na Uniwersytecie Łódzkimhttps://www.uni.lodz.pl/wydzialy-i-jednostki-ul/miedzynarodowe-centrum-badan-szekspirowskich-international-shakespeare-studies-centre, do 2023 r. Doprowadziła do powstania przy Katedrze Pracowni Informacyjno-Badawczej „Studia Australijskie”, którą prowadzila w latach 2000-2023. Pracownia była szczodrze wspomagana publikacjami dotowanymi przez Ambasadę Australii w Polsce oraz australijskie organizacje rządowe.

## Dorobek naukowy
Krystyna Kujawińska Courtney opracowała około 80 haseł do Wielkiej Encyklopedii Powszechnej PWN, w tym 11 wydrukowanych z nazwiskiem oraz dwa hasła do Shakespeare Encyclopaedia (red. Patricia Parker) w druku. Jej obszerny esej jest częścią The Cambridge Guide to the Worlds of Shakespeare (red. Bruce Smith, 2016). Od 1986 r. jest polskim korespondentem World Shakespeare Bibliography, do której corocznie przygotowuje kwerendę obecności Szekspira w kulturze polskiej. Częściowe wyniki tej pracy ogłosiła jako redaktorka pracy zbiorowej Polskaj Bibliografia Szekspirowska 1980–2000 (Wroclaw: Zaklad im Ossolińskich i Wydawnictwo Uniwersytetu Łódzkiego, 2005). Pod jej redakcją ukazał się tom tlumaczen esejow Stephen Greenblatt: Poetyka Kulturowa. Pisma Wybrane (2006), wprowadzający prace i naukowy warsztat, tego wybitnego naukowca na rynek polski.
Z jej inicjatywy w 2000 r. powołany został periodyk International Studies. Interdisciplinary Political and Cultural Journal, którego była redaktorką naczelną do 2024 r. https://czasopisma.uni.lodz.pl/international na zaproszenie Profesor Yoshiko Kawachi podjęła współpracę redakcyjną czasopisma Multicultural Shakespeare: Translation, Appropriation and Performance, które wprowadziła na Uniwersytet Łódź i współredagowała z nia do 2023 r. https://czasopisma.uni.lodz.pl/international Oba czasopisma, wydawano jako półroczniki w formie internetowej na platformie DE GRUYTER oraz w formie papierowej przez Wydawnictwo Uniwersytetu Łódzkiego. Znajdowały się też na ministerialnej liście czasopism punktowanych.
Prowadziła szereg międzynarodowych projektów naukowych m.in.: TEMPUS JEP 13492 „’European Studies’ Modules in the Curriculum of the Institute of International Studies” (1998–2001); „Australian Multiculturalism to Poland and Beyond in the Perspective of European Integration” (2001–2002); „Revisiting the Renaissance: Poland and the Low Countries in Early Modern Europe – The Culture of Self-Deception”, (2009–2012); project SIME („Shakespeare in the Making of Europe,”2013-2016); “ Crossing Borders With Shakesperesince 1945: Central and Eastern European Roots and Routes (2022-2023) oraz projekty finansowane w przeszłości przez Komitet Badań Naukowych, obecnie Narodowe Centrum Nauki, w tym dwa projekty promotorskie, których beneficjentami byli odpowiednio Monika Sosnowska I Grzegorz Zinkiewicz.
W latach 2004–2010 pracowała jako członek komisji i recenzent w sekcji Literaturoznawstwa, Bibliotekoznawstwa i Informacji Naukowej w Zespole Nauk Humanistycznych (H-1) Komitetu Badań Naukowych i Informacji Naukowej (H01C) przy Departamencie Badań Ministerstwa Nauki i Informatyzacji.
Była stypendystką Programu Fulbrighta, Folger Shakespeare Library, Fundacji Kościuszkowskiej, Fundacji Lanckorońskich z Brzezia, Huntington Library, Fundacji Batorego, Huntington Library (Pasadena, USA) British Council. Przebywała na dłuższych oraz krótszych kontraktach zagranicznych oraz wygłaszała (za zaproszeniem) prelekcje za granicą (m.in.: University of Texas w Austin, USA, Queen’s University Belfast, Irlandia, Multicultural Centre, University of Towoomba, Australia, University of Kiel, Niemcy, Shakespeare Institute, University of Birmingham I Reading University, Wielka Brytania) oraz w Polsce.
Należy do ściśle międzynarodowego grona szekspirologów zapraszanych na konferencje poświęcone studiom szekspirowskim, które organizuje International Shakespeare Association (ISA).Trzykrotnie organizowała seminaria na kongresach Shakespeare Association of America.
W 2006 r. została zaproszona do zorganizowania sesji plenarnej na Ósmym Światowym Kongresie Szekspirowskim (World Shakespeare Congress), Queensland, Brisbane City Hall, Australia, a w 2011 r. była członkiem sesji panelowej na Dziewiątym Światowym Kongresie Szekspirowskim, Uniwersytet Karola w Pradze (Czechy). Współorganizowała seminaria na międzynarodowych konferencjach zorganizowanych przez European Society for the Study of English (ESSE) tj. w Strasburgu, Turynie i Stambule.
W 2016 r. zorganizowała na Uniwersytecie Łódzkim wraz z ISSEI (International Society for the Study of European Ideas), za zaproszeniem tej organizacji, międzynarodową konferencję. Współzorganizowala i współprowadziła sekcję poświęconą Szekspirowi na międzynarodowej konferencji IAUPE (International Society of University Professors in English) na Uniwersytecie Londyńskim (2016) oraz na Uniwersytecie im. Adama Mickiewicza (2018). Wzięła tez czynny udział w konferencji tej organizacji w Rzymie (2020).

## Działalność naukowa i badawcza
Kujawińska Courtney uczestniczy w pracach wielu polskich i międzynarodowych organizacji oraz towarzystw naukowych, m.in. Łódzkiego Towarzystwa Naukowego, Shakespeare Association of America, International Shakespeare Association, PHI BETA DELTA – International Scholars’ Society, które przyznało jej w 2000 roku honorowe członkostwo, IAUPE (International Association of University Professors in English) za zaproszeniem oraz Stowarzyszenia Nauczycieli Akademickich Filologii Angielskiej (PASE) i ESSE. Jest honorowym patronem International Shakespeare Centre, Universitatea de Vest din Timișoara, (Rumunia).
Pracuje w zespołach redakcyjnych takich serii wydawniczych i periodyków jak m.in.: Gender Studies (Rumunia); RuBriCa: Russian and British Cathedra Studies (Rosja); Studia Anglica Posnaniensia, (Polska); PROLEPSIS: The Heidelberg Review of English Studies, (Niemcy), Anglica. An International Journal of English Studies (Polska).
Praca dydaktyczna:
Była pomysłodawczynią oraz autorka unikatowego—zatwierdzonego przez Ministerstwo Nauki I Szkolnictwa Wyższego z którym prowadziła korespondencje, kierunku studiów „Międzynarodowe Studia Kulturowe,’ które przez wiele lat koordynowała na Wydziale. Kierunek Istnieje do chwili obecnej, kształcąc studentów na poziomie licencjatu i studiów magisterskich.
W latach 2011-2015 pracowała jako współinicjatorka i współautorka w projekcie EFS „Kształcenie kadr dla potrzeb rynku flexicurity i gospodarki opartej na wiedzy”, w ramach którego powołano Międzywydziałowe Interdyscyplinarne Humanistyczne Studia Doktoranckie – oferta kierunków nauk humanistyczno-społecznych na Uniwersytecie Łódzkim.
Była promotorka 11 prac doktorskich (10 na Uniwersytecie Łódzkim i 1 na Uniwersytecie Warszawskim). Pełniła funkcje recenzenta 25 rozpraw doktorskich, habilitacyjnych i profesorskich na wielu uniwersytetach w Polsce oraz 15 prac doktorskich w Indiach (głownie Zachodni Bengal). Prowadziła 352 prac magisterskich oraz 16 prac licencjackich na Uniwersytecie Łódzkim, Uniwersytecie Warszawskim oraz na Uniwersytecie im Jana Kochanowskiego w Kielcach.
W 2012 r. recenzowała dorobek Profesora J.M. Coetze, laureata Nagrody Nobla (literatura) w 2003 r. w przewodzie nadania mu doktoratu honoris causa przez Uniwersytet im. Adama Mickiewicza w Poznaniu.
Od 2016 r. jest członkiem prestiżowego, międzynarodowego grona ekspertów „Apella”, mianowanych przez Ministerstwo Edukacji w Grecji, którzy powoływani są do oceny kandydatów, którzy ubiegają się o otrzymanie stopnia profesora tytularnego.

## Nagrody i wyróżnienia
Kujawińska za swoją pracę naukową oraz dydaktyczną otrzymała szereg wyróżnień, m.in. nagrody naukowe i dydaktyczne. Wśród nich są między innymi:
- Zespołowa Nagrodę Rektora Uniwersytetu Łódzkiego – Kierownictwo Zespołu (2012, 2008);
- Indywidualna Nagroda Rektora za osiągnięcia naukowe (2014, 2011, 2003, 2001);
- Złoty Medal za długoletnią służbę (2010);
- Medal Komisji Edukacji Narodowej (2009);
- Medal Uniwersytetu Łódzkiego „W Służbie Społeczeństwu i Nauce”, (2007);
- Złoty Krzyż Zasługi (2003);
- Medal, honorowe członkostwo PHI BETA DELTA – International Scholars’ Society przyznany przez Kapitułę tej organizacji na Uniwersytecie Central Missouri State University, USA (2000).

Działalność popularyzatorska i społeczna, w tym nauki oraz Uniwersytetu Łódzkiego:
Była współpomyslodawczynia i zorganizowała wraz z Barbara Williams oraz Elżbieta Czarnecka wmurowanie tablicy upamiętniającej obecność Iry Aldridge’a w kulturze Łodzi (2014 r. ul. Piotrkowska 175).
Była wielokrotnie ekspertem w teleturnieju „Wielka Gra” emitowanym przez TVP z tematyki historii oraz literatury brytyjskiej.
Przez wiele lat pracowała społecznie w Związku Harcerstwa Polskiego, prowadząc drożynę i szczep oraz obozy stacjonarne i wędrowne. W stopniu harcmistrza piastowała funkcję zastępcy komendanta hufca „Tuwimowcy” Lodz-Srodmiescie. Działalność zakończyła w 1976 r.

## Lista prac (wybrane)
MONOGRAFIE:
- Eseje o Szekspirze. Lódź: Wydawnictwo Uniwersytetu Lodzkiego, 2022
  - Ira Aldridge (1807–1867): Dzieje pierwszego czarnoskórego tragika szekspirowskiego, (1807–1867): Kraków: UNIVERSITAS, 2009.
  - Królestwo na scenie: Sztuki Szekspira o historii Anglii na scenie angielskiej. Łódź: Wydawnictwo Uniwersytetu Łódzkiego, 1997.
  - „Th'Interpretation of Time”: The Dramaturgy of Shakespeare's Roman Plays. Victoria: The University of Victoria ELS Monograph Series, 1993.
  - Przedruk „Julius Caesar: Character Studies.” Shakespearean Criticism: Criticism of William Shakespeare’s Plays and Poetry, from the First Published Appraisals to Current Evaluations. Micheal L. LaBlanc, ed., Farmington Hills.MI: Thomson and Gale, 2003. tom 74.
  - Stephen Greenblatt; Poetyka Kulturowa. Pisma Wybrane, Kraków: Universitas: Seria: „Horyzonty nowoczesności: teoria-literatura-kultura”, 2006.
  - „No Other But a Woman’s Reason”: Women on Shakespeare. Towards Commemorating the 450th Anniversary of Shakespeare’s Birth. (z Izabella Penier i Katarzyna Kwapisz Williams). Frankfurt am Main: Peter Lang, 2013.
  - The Post-Marked World: Theory and Practice in the 21st Century (with Izabella Penier and Sumit Chakrabarti. Newcastle upon Tyne: Cambridge Scholars Publishing, 2013.
  - Kultura spod znaku gender (Culture under the Sign of Gender) (z Monika Sosnowska) Łódź: Uniwersytet Łódzki, Wydział Historyczno-Filozoficzny, 2013.
  - European Culture in Diversity (z Maria Łukowska i Evanem Williams) Newcastle upon Tyne: Cambridge Scholars Press, 2011.
  - Ira Aldridge 1807–1867 The Great Shakespeare an Tragedian. On the Bicentennial Anniversary of His Birth. (z Maria Łukowska). Frankfurt am Main, Berlin, Bern, Bruxelles, New York, Oxford, Wien, 2009.
  - Multiculturalism At the Start of 21st Century. The British-Polish Experience. Australian Theory and Practice. (z Maria Łukowska). Łódź: Łódź University Press, 2007.
  - Shakespeare’s Local Habitations. (z R.S. White’em). Łódź: Łódź University Press, 2007
  - The Globalization of Shakespeare in the Nineteenth Century (z Johnem Mercerem). Lewiston, New York: The Edwin Mellen Press, 2003.
  - In Deserts, Bush, Forests and Gardens: Meetings With Aboriginal and Popua Culture (z Bronisława Kopczyńska-Jaworska i Anna Nadolska-Styczyńska). Łódź: Wydawnictwo Biblioteka, 2003.
  - Civilisation of Integrated Europe: Studies in Cultural Perspectives (z Johnem Beynonem). Lodz: University of Lodz Press, 2001.
  - The Role of Britain in the Modern World. (z Ryszardem Machnikowskim) Lodz: The University of Lodz Press, 1999.
  - Some Renaissance / Early Modern Topoii in the Twenty First Century. (z Grzegorzem Zinkiewiczem) Łódź: Wydawnictwo Uniwersytetu Łódzkiego, 2015.
  - Shakespeare 2014. W 450. rocznicę urodzin (z Monika Sosnowska) Łódź: Wydawnictwo Uniwersytetu Łódzkiego, 2014.

WYWIADY:
- - „Всесвітнє значення Шекспіра, на мою думку, зумовлене його гуманізмом” Przeprowadził Дмитро Дроздовський, przekład z angielskiego Михайло Калініченко, VseSvit– Review of World Literature, w dziale „Шекспірознавчий дискурс: Літературознавство” 9/10 (969–970), 2009: 186–191 oraz dostępny on-line (Ukraina);
  - „Ira Aldridge: The Negro Tragedian” BBC RADIO 4. Premiera: 8 października 2009, godz. 11:30 – 12:00 prowadzenie audycji: Kwame Kwei-Armah. Wywiad emitowany był czterokrotnie na antenie BBC RADIO 4. Pani Prof. Krystyna Kujawińska Courtney była jedną z dwóch osób, z którymi przeprowadzono wywiad. Drugą był Prof. Bernth Lindfors. (Wielka Brytania)
  - W dniu 13 sierpnia 2013 r. NDTV – Polish TV, New York (USA) przeprowadziła wywiad (wersja on-line) z Panią Prof. zw. dr hab. Krystyną Kujawińska-Courtney na temat jej publikacji i badań naukowych.